# Looking for Love
Looking for Love (englisch für „Auf der Suche nach Liebe“) ist ein Lied der deutschen Popsängerin Lena aus dem Jahr 2022.

## Entstehung und Veröffentlichung
Das Lied wurde von der Interpretin selbst zusammen mit den Koautoren um das Produzentenquartett Beatgees (bestehend aus Philip Böllhoff, Hannes Büscher, Sipho Sililo und David Vogt) sowie Yanek Stärk und Joe Walter geschrieben und komponiert. Die Beatgees und Stärk zeichneten darüber hinaus für die Produktion verantwortlich.
Die Erstveröffentlichung von Looking for Love erfolgte als Single am 23. Juni 2022 bei Polydor. Diese erschien als digitaler Einzeltrack zum Download und Streaming. Am 5. August 2022 erschien eine „Alternative Version“ ebenfalls als digitaler Einzeltrack.

## Musikvideo
Das Musikvideo zu Looking for Love entstand unter der Regie von Maximilian Pauly und hatte seine Premiere am 24. Juni 2022 auf der Videoplattform YouTube. Vier Tage später erschien ein Lyrikvideo zu Looking for Love.

## Chartplatzierungen
Looking for Love verfehlte den Einstieg in die Singlecharts, erreichte jedoch Rang zwei der deutschen Single-Trend-Charts am 19. August 2022. Darüber hinaus avancierte das Lied zum Nummer-eins-Hit in den deutschen Airplaycharts. 2023 belegte Looking for Love Platz 18 der Jahres-Airplaycharts.